# Corning (Arkansas)
Corning – miasto w Stanach Zjednoczonych, w stanie Arkansas, jedna z dwóch stolic hrabstwa Clay.

## Demografia
W 2008 liczyło 3393 mieszkańców. W 2023 liczba mieszkańców spadła do 3118 osób, a gęstość zaludnienia do 371,2 osoby/km².